# Nanoarchaeota
Las nanoarqueotas (Nanoarchaeota) son un filo del dominio Archaea. Es un taxón creado a partir de la especie Nanoarchaeum equitans, descubierta en 2002.
Genéticamente, Nanoarchaeum equitans tiene la peculiar característica de que su secuencia ARNr 16S es indetectable por los métodos usuales. El examen inicial de esta secuencia indica que el organismo pertenece muy probablemente al dominio Archaea. Al comparar esta secuencia con las de los filos Methanobacteriota y Thermoproteota se aprecian diferencias tan grandes como la diferencia entre ambos filos. Por lo tanto, se le asignó su propio filo, llamado Nanoarchaeota.
Sin embargo, otro grupo de investigadores comparó otras muestras de secuencias genómicas del mismo organismo y sostiene que las diferencias solo se aprecian en la muestra inicial, que eran solamente de ARNr, por lo que consideran que Nanoarchaeota pertenece realmente al filo Euryarchaeota.
Recientemente se ha incluido a Nanoarchaeota en el reino Nanobdellati junto a otros candidatos identificados a partir del grupo ARMAN.